# Цепная пила

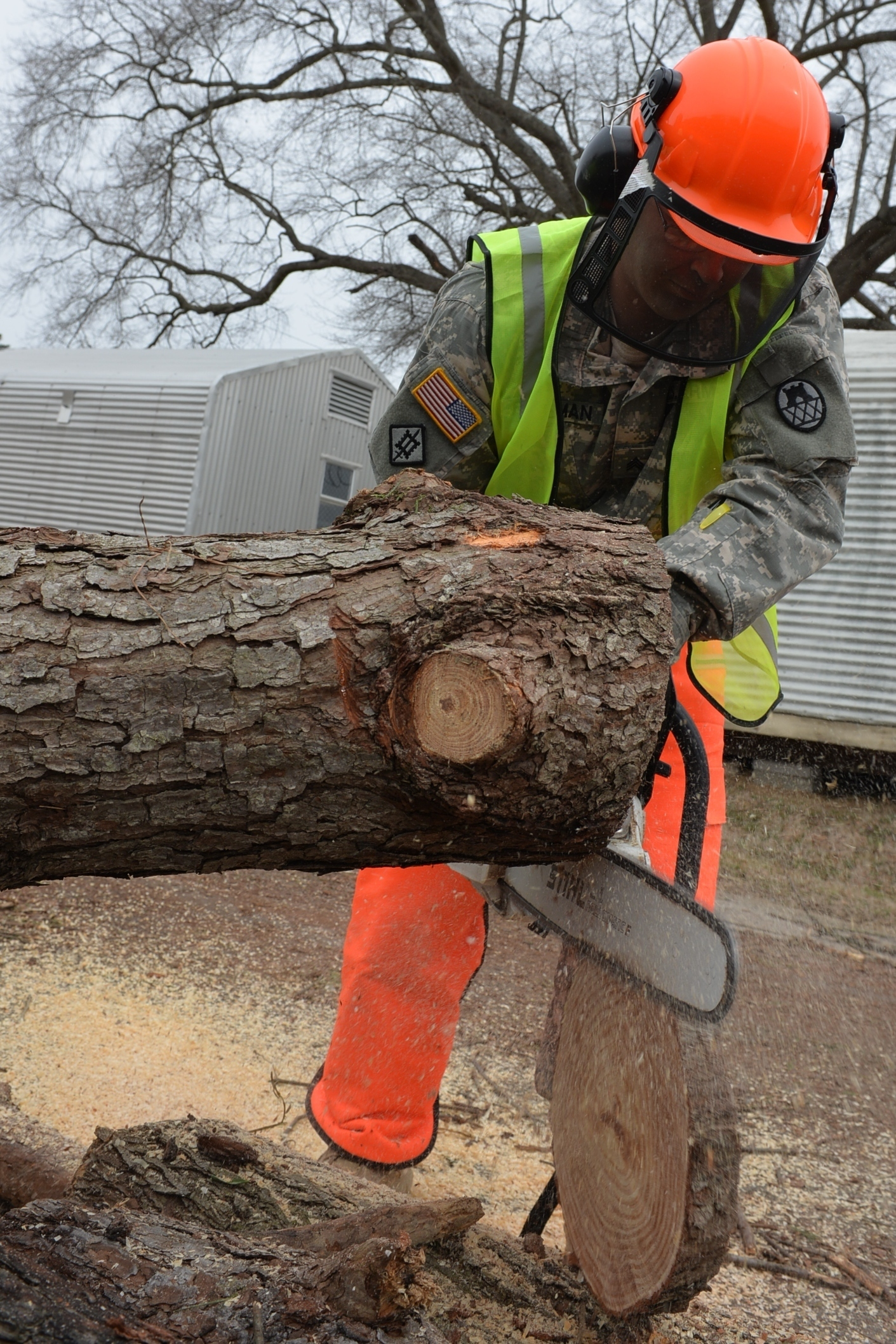
человек пилит цепной пилой

Цепна́я пила́ — портативная, механическая пила, работающая от электродвигателя, сжатого воздуха, гидромотора или бензинового двигателя, рабочей частью которой является цепной пильный аппарат, состоящий из замкнутой в кольцо цепи, перемещающейся по направляющей шине. Шина и цепь съёмные, поэтому их называют «гарнитурой».
Цепные пилы активно применяются лесорубами при рубке леса, обрезке сучьев, расчистке лесных завалов, в том числе и для целей тушения лесных пожаров или их предотвращения, для резки бетона, а также льда при создании ледяных скульптур или прорубей.

## История

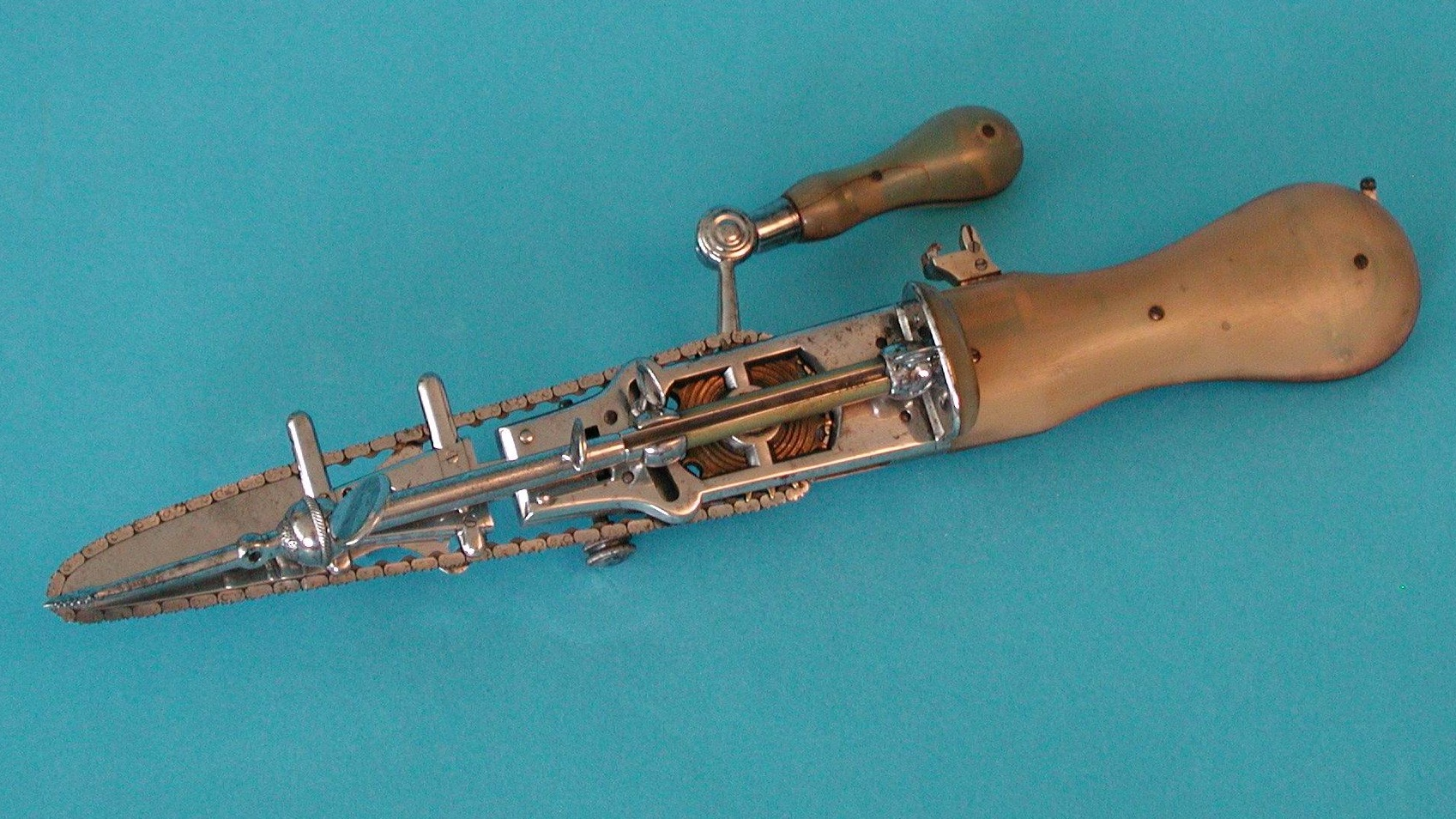
Ручная цепная пила для костей (остеотом)

В 1830 году немецкий физиолог Бернард Хайн изобрел первый остеотом, в котором применялась режущая цепь. В ней использовались режущие звенья, по форме напоминающие зубья ножовки. Ключевые конструктивные элементы пилы (цепная пила и шина) были созданы в конце XIX века. Практическое применение «пильной гарнитуры» идёт с начала XX века, при этом использовались различные виды типы приводов: пневматический, паровой, механический и прочие. В 1926 году Андреас Штиль, основавший затем компанию Stihl, получил патент на электрическую цепную пилу, а в 1929 году —  на бензопилу.
В настоящее время пилы по своему применению делят на профессиональные и любительские.

## Разновидности
- Бензопилы
- Электрические цепные пилы
- Аккумуляторные цепные пилы
- С другим приводом (воздух, пар)
- Кронорезы
- Цепные насадки для дисковых пил
- Ручные цепные пилы

### Бензопила

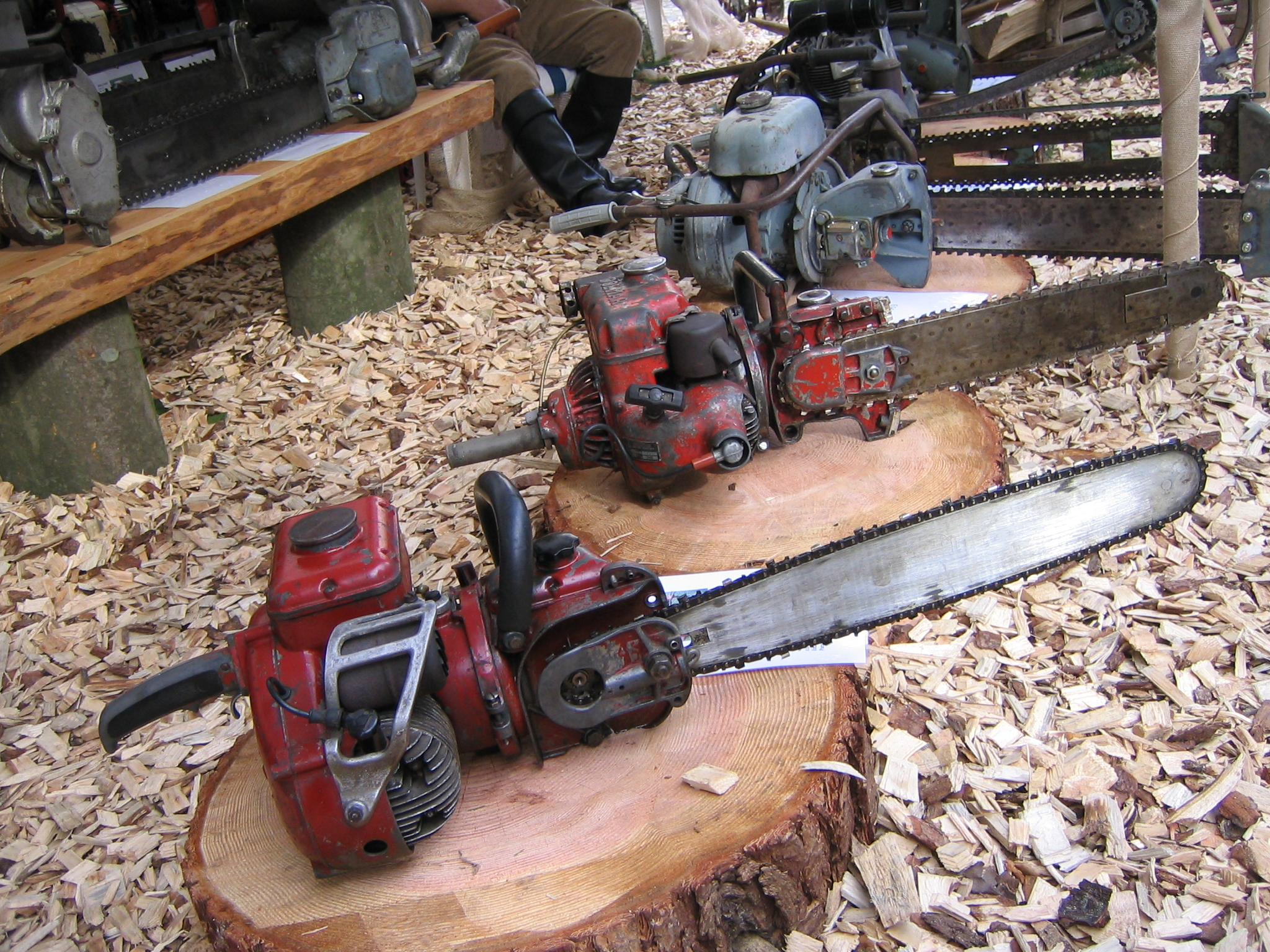
Различные бензопилы

Бензопила, или мотопила — ручная цепная пила, снабжённая двухтактным двигателем внутреннего сгорания с воздушным охлаждением. Бензопила приводится в действие двухтактным бензиновым двигателем внутреннего сгорания, соединённым через систему передачи (центробежную муфту сцепления и иногда редуктор) с пильной цепью. Для работы необходимо специальное масло марки 2T для двухтактных двигателей с воздушным охлаждением, это масло смешивается в указанной в руководстве по эксплуатации пропорции с бензином. Запуск двигателя — ручным шнуровым стартёром. Зажигание — электронное, ротор магнето, как правило совмещён с маховиком и крыльчаткой вентилятора охлаждения. Карбюратор — мембранного типа, что в сочетании с соответствующей системой забора топлива из бачка даёт возможность двигателю нормально работать в любом положении.
Бензопила имеет механизм автоматического сцепления, работающий по центробежному принципу, благодаря которому на холостых оборотах цепь неподвижна и безопасна. В случае, если нагрузка на двигатель при пилении превышает допустимую (например, если цепь заклинило), то автоматическое сцепление разорвёт (или ослабит до допустимого уровня) передаточный момент на шину, и двигатель не заглохнет. Современные бензопилы также имеют механизм тормоза, который сразу останавливает цепь при отскоке шины в сторону пильщика, обрыве цепи и других аварийных ситуациях.
Для смазки цепи и шины на современных бензопилах предусмотрен отдельный бачок с достаточно вязким маслом и масляный насос с небольшой подачей. Может использоваться обычное минеральное (нефтяное) масло, но в последнее время, особенно в быту, получили распространение биоразлагаемые «цепные масла» растительного происхождения, не имеющие к тому же неприятного нефтяного запаха. За наличием масла и работой насоса необходимо следить, чтобы цепь не работала «всухую», истирая шину. Простейшая проверка — направить шину работающей пилы на чистую поверхность и на некоторое время «дать газ» — капельки масла, слетающие с нормально смазываемой цепи, оставят след.
Периодически (в том числе и в процессе длительной непрерывной работы) необходимо проверять натяжение цепи и подтягивать её соответствующим механизмом на шине (это может быть регулировочный винт и крепёжные гайки шины, либо устройство, не требующее дополнительного инструмента). Обычно требуется, чтобы под определённым усилием оттяжки цепи её внутренние приводные зубья не выходили из канавки на шине; точные требования содержатся в инструкции производителя.

### Цепная электропила

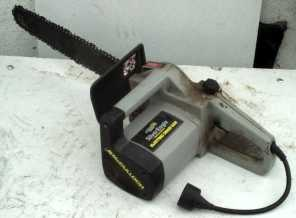
Электрическая цепная пила

От бензопил электрические цепные пилы отличаются только двигателем и связанным с ним особенностями. В электропилах нет бензобаков и зачастую сцепления. Длина шины как правило 35—40 см (14—16"). Зависимы от сети и поэтому, как правило, предназначены для работ на небольших садовых участках и небольших объёмах строительных работ. Все современные модели обязательно оснащены тормозом цепи. Смазка цепи осуществляется так же, как у бензопил. Регулировка натяжения цепи может осуществляться как без инструментов, так и с помощью регулировочного винта и отвёртки.
В СССР в послевоенные годы на лесоразработках широко применялась двуручная электропила ВАКОПП (названная по фамилиям авторов: Г. А. Вильке, Н. В. Александров, В. В. Куосман, А. И. Осипов, П. П. Пациора, А. К. Плюснин), получавшая электроэнергию от передвижных газогенераторных электростанций.
Цепная электропила ЭПЧ-3 была создана в начале 1960-х годов, в качестве замены электропилы ЭП-К6.
Аккумуляторная цепная пила совмещает в себе характеристики цепной пилы с независимостью от источников питания бензиновой. Аккумулятор 36 В позволяет распилить около 100 десятисантиметровых брёвен без дополнительной подзарядки. Особенностью аккумуляторных цепных пил Ryobi, например, являются аккумуляторы, совместимые с другими аккумуляторными инструментами для сада (газонокосилки, кронорезы, кусторезы, триммеры и т. д.), что существенно снижает их стоимость.

### Кронорезы, или высоторезы
Могут быть бензиновыми, электрическими и аккумуляторными. Режущий орган представляет собой небольшую цепную насадку (20 см). Цепь смазывается по такому же принципу, как и остальные цепные пилы. Регулировка цепи может осуществляться как без инструментов, так и с помощью специальных инструментов. Бензиновые могут быть насадками к мотокосам, имеющим разъем. В этом случае они могут наращиваться с помощью специальных переходников. Электрические и аккумуляторные имеют телескопические штанги и могут раздвигаться до 3 м.

### Цепные насадки для дисковых пил
Впервые была произведена фирмой Kress на модели Duo-sage. Насадка при необходимости устанавливается вместо диска на дисковую пилу. Основное назначение: позволяет быстро распилить брус 100—150 мм, что большинство дисковых пил не в состоянии сделать за один проход.

### Ручная цепная пила
Ручная цепная пила (карманная цепная пила) — пила с ручками для распилки древесины вручную. Используется как для работы вдвоем, так и в одиночку. По сравнению с проволочными пилами, обладает большим ресурсом. Для нормального режима работы пилу необходимо прогибать, опуская (поднимая) при работе рукояти ниже уровня пилящей поверхности, чтобы пила как бы обхватывала дерево при пилении. Большая площадь соприкосновения рабочей поверхности обеспечивает более быстрый результат.
По неподтвержденной информации заказ на разработку ручной цепной пилы был направлен в ВПК ещё в годы СССР, для комплектации «носимых аварийных запасов» (НАЗ) экипажей самолётов, вертолётов и космических аппаратов, а также для бойцов спецподразделений. Основное предназначение пилы — обеспечение возможности заготовки дров в экстремальных условиях. При этом одними из требований, которые выдвигались к разработке, были компактность, надежность и малый вес.

## Цепь

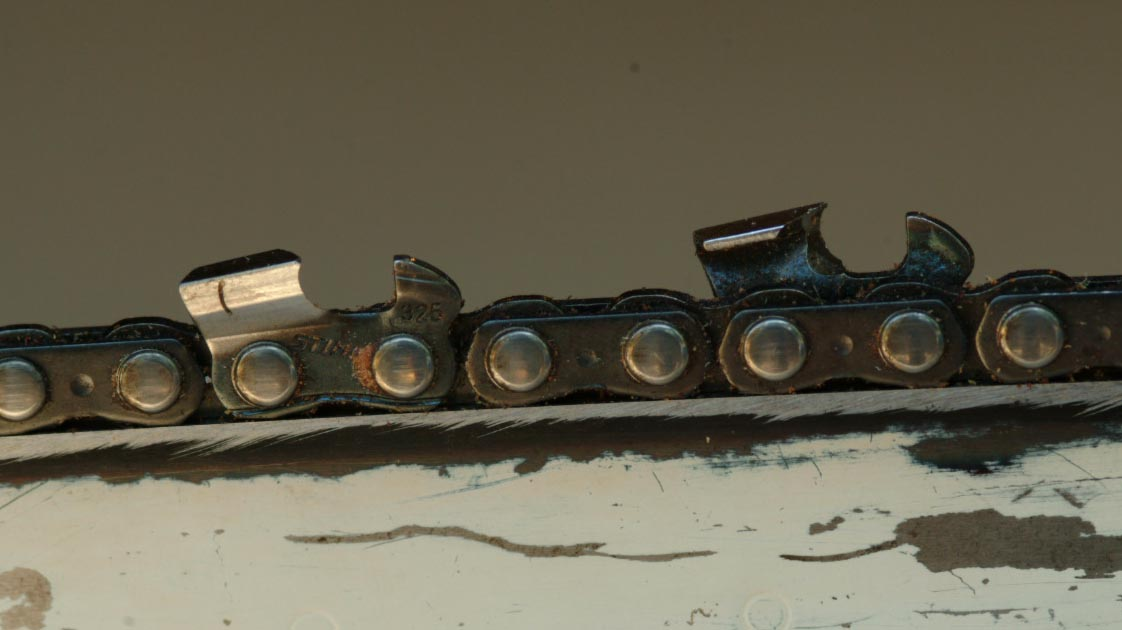
Цепь цепной пилы, вдетая в шину

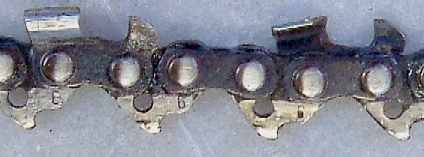
Цепь цепной пилы

Цепь электрической и бензиновой цепной пилы ничем не различаются и изготавливаются из одного и того же заготовочного цепного материала, отрезанного и склепанного по необходимому количеству зубьев, используемому в данной цепной пиле.
Цепи можно разделить на два основных вида: продольного и поперечного типа. Для распила древесины вдоль и поперек волокон соответственно. Они отличаются в основном углами атаки режущих звеньев. Цепь состоит из звеньев трёх типов: режущие, ведущие (хвостовики) и соединительные. Правосторонние и левосторонние режущие зубья установлены поочередно. Кроме этого на цепи смонтированы ограничители глубины пропила.
В зависимости от разности размеров режущих зубьев и ограничителей глубины, цепи делят на низкопрофильные, у которых зазор меньше, и высокопрофильные, у которых зазор больше. Первые менее эффективны, но более безопасны. Они меньше склонны к обратному удару, когда пила отскакивает назад и может вырваться из рук. Поэтому на бытовых пилах разрешено использовать только низкопрофильные цепи, а профессионалы предпочитают высокопрофильные.
Шаг цепи определяет расстояние между соединительными заклепками звеньев.

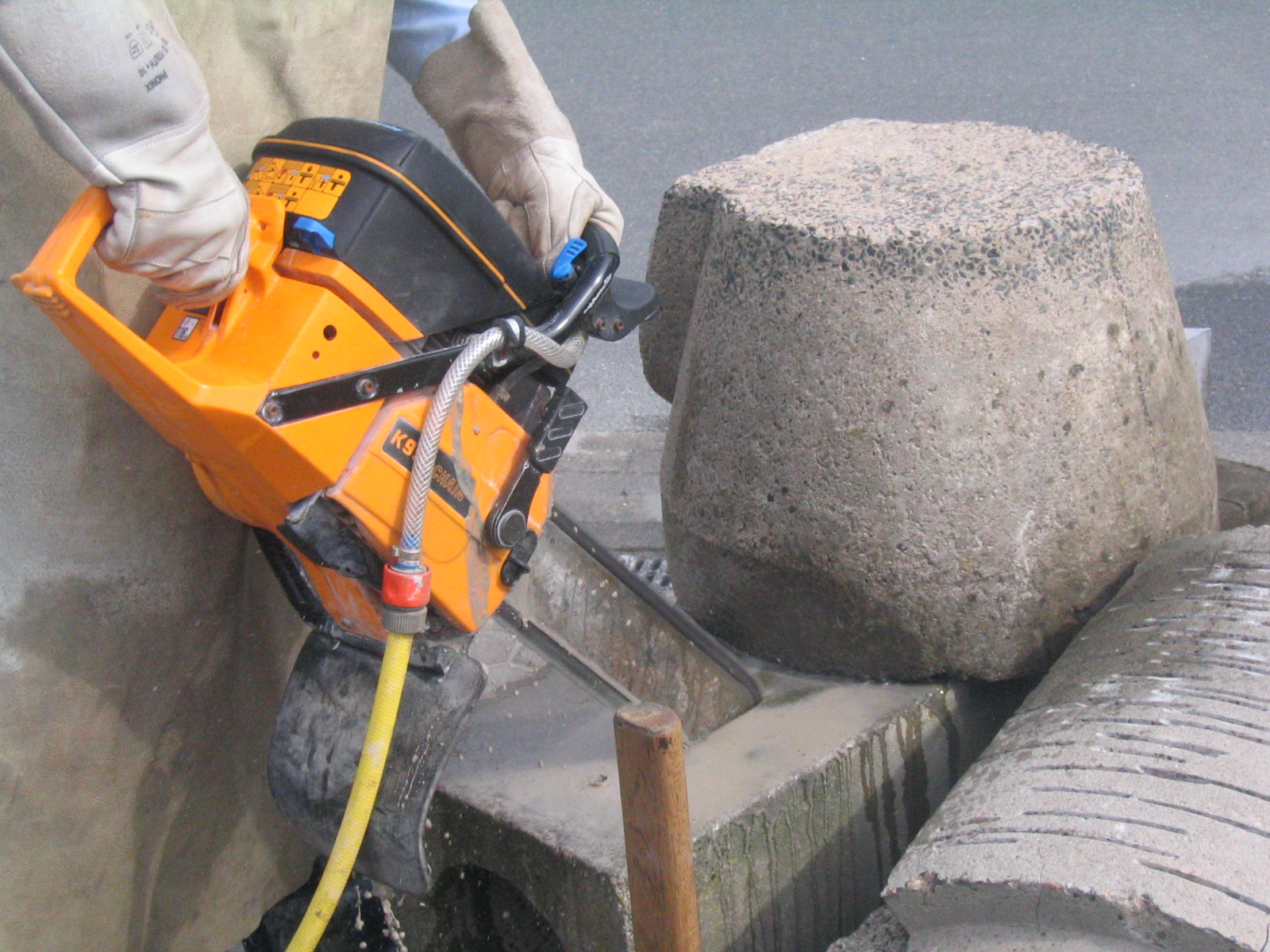
Цепная пила, разрезающая бетон